# 아펜첼러
아펜첼러(독일어: Appenzeller, 알레만어: Appezäller)는 스위스의 아펜첼주에서 생산하는 소젖 치즈이다. 그뤼예르, 에멘탈 치즈와 함께 스위스의 3대 치즈로 여겨진다.